# Андреевка (Добрушский район)
Андре́евка (бел. Андрэеўка) — посёлок в Усохо-Будском сельсовете Добрушского района Гомельской области Республики Беларусь.

## Физико-географическая характеристика
Андреевка расположена в 36 км на юго-восток от Добруша и в 5 км от железнодорожной станции Николаевка, в 70 км от Гомеля.

## Транспорт
Транспортная связь по просёлочной дороге, а затем автомобильной дороге Тереховка — Гомель.

## История
Посёлок основан в начале XX века переселенцами с соседних деревень. В 1926 году в посёлке действовало почтовое отделение. С 8 декабря 1926 года по 30 декабря 1927 года центр Андреевского сельсовета Краснобудского, с 4 августа 1927 года Тереховского районов Гомельского округа. В 1930 году организован колхоз «Беларусь», работали ветряная мельница и конная круподёрня.
Во время Великой Отечественной войны оккупанты убили 15 мирных жителей. В бою за деревню в сентябре 1943 года погибли 2 солдата, похоронены в братской могиле в 0,5 км на северо-восток от деревни.
В 1959 году деревня находилась в составе колхоза имени А.В. Суворова с центром в деревне Усохская Буда.

## Население

### Численность
- 2004 год — 63 двора, 110 жителей

### Динамика
- 1926 год — 118 дворов, 611 жителей
- 1959 год — 389 жителей (согласно переписи)
- 2004 год — 63 двора, 110 жителей

## Жилой фонд и дорожная сеть
В посёлке 63 жилых дома (2004 год). Планировка складывается из 2 связанных между собой улиц, с широтной ориентацией. Застройка двухсторонняя, деревянными домами.